# Ялгуба
Я́лгуба (карел. Jallaht’, D’allaht’) — старинная деревня в составе Заозерского сельского поселения Прионежского района Республики Карелия, комплексный памятник истории.

## История
Первые поселения в районе Ялгубы появились в период мезолита.
В Писцовых книгах (1563 год) деревня упоминается как «починок в Ялгубе». Топонимисты относят название к древневепсскому jalo в значении большой. Именно по размеру акватории (Большой залив) был обозначен в древности главный залив полуострова Бараний Берег в северо-западной части Онежского озера.
В Ялгубе издавна жили государственные крестьяне, а также обельные крестьяне — грамота была пожалована Борисом Годуновым крестьянину Григорию Лопянову Меркульеву и другим по преданию за то, что они вылечили его от ран на ногах, «высасывая их языком». Государственные и обельные крестьяне образовывали два отдельных сельских общества. Главным занятием населения было земледелие, рыболовство, торговля сеном, отхожие промыслы.
В XIX веке Ялгуба представляла собой большое село (160 дворов), связанное с Петрозаводском зимой санным путём, летом — водным путём. делилась на две части — на севере — Окуловскую деревню, на юге — Анхимовское и Емельяновское.
2 января 1911 г. была образована Ялгубская волость в составе Ялгубского, Ялгубского обельного и Суйсарского обществ, в Ялгубе стало находиться волостное правление.
Существовал Ялгубский православный приход, многие ялгубцы были также старообрядцами. В XVII существовали две деревянные церкви — во имя Святого Николая Чудотворца и во имя преподобного Александра Свирского (первая сгорела в 1803 г., вторая в 1835 году), в XIX в. был киот над могилой почитаемого в Ялгубе старца, каменная церковь во имя Святого Николая Чудотворца Архиепископа Мир Ликийских, построенная в 1809 г.. Церковь сгорела в ноябре 1930 г.. Имелось двухклассное земское училище имени И. Т. Лазук.
31 июля 1916 г. в Ялгубе было открыто почтовое отделение обшего типа.
В советское время в Ялгубе проживало до 50-100 семей, находилось отделение совхоза «Заозерский», участок комбината картонажных изделий, магазин, медпункт, почтовое отделение, клуб, школа-сад. Посёлок был связан с Петрозаводском регулярными автобусным и водным маршрутом (пристань Дачное). В 1950—1960-е гг. неподалёку от Ялгубы находилась судоверфь, на которой строились баржи.
В 1960-1970-хх в окрестностях Ялгубы находился мастерский участок Петрозаводского химлесхоза по добыче живицы. Продукция перевозилась на базу химлесхоза в Петрозаводск с пристани Ялгуба на катере «Минога».
В Ялгубе проходили съёмки шестой серии художественного фильма «Долгая дорога в дюнах», а также снимался художественный фильм «Нам здесь жить» в 1982 г..
С Петрозаводском деревня связана автобусным маршрутом Петрозаводск-Суйсарь. На территории побережья Ялгубы находится ряд дачных посёлков, баз отдыха, горный центр.
В 2005 году в память о разрушенных церквях в Ялгубе была открыта деревянная часовня во имя Целителя Пантелеимона

## Население
| 2002 | 2009 | 2010 | 2013 |
| ---- | ---- | ---- | ---- |
| 226  | ↘187 | ↘132 | ↘108 |

## Известные уроженцы
- Михаил Евлампиевич Перхин — известный русский ювелир, родился в деревне Окуловская Шуйской волости, которая в настоящее время является частью Ялгубы[18].
- И. П. Харитонов (1924—1973) — Герой Социалистического Труда.
- В. Е. Барсуков (1924—2013) — Заслуженный юрист РСФСР, Почётный гражданин Республики Карелия.
- Осип Алексеевич Анчуков, крестьянин деревни Ялгуба, участник Русско-японской войны, рядовой 123-го Козловского полка, был награждён знаком отличия военного ордена Святого Георгия 4-й степени[19].
- Николай Мелкаев, крестьянин деревни Ялгуба, участник Первой мировой войны, рядовой, был награждён военным орденом Святого Георгия 4-й степени[19].
- Лобанов Василий Фёдорович, крестьянин деревни Ялгуба, участник Первой мировой войны, рядовой, был награждён военным орденом Святого Георгия 4-й степени[19].

## Улицы Ялгубы
- Центральная ул.
- Гористая ул.